# Caïman noir
Melanosuchus niger
Pour les articles homonymes, voir Caïman (animal).
Genre
Espèce
Synonymes
- Caiman niger Spix, 1825

Statut de conservation UICN

 CD  : Dépendant de la conservation
(appellation d’avant 2001)
Statut CITES
Le Caïman noir, Melanosuchus niger, unique représentant du genre Melanosuchus, est une espèce de crocodiliens de la famille des Alligatoridae. En France, sa présence à l'état sauvage se limite à la Guyane et il y est intégralement protégé.

## Description

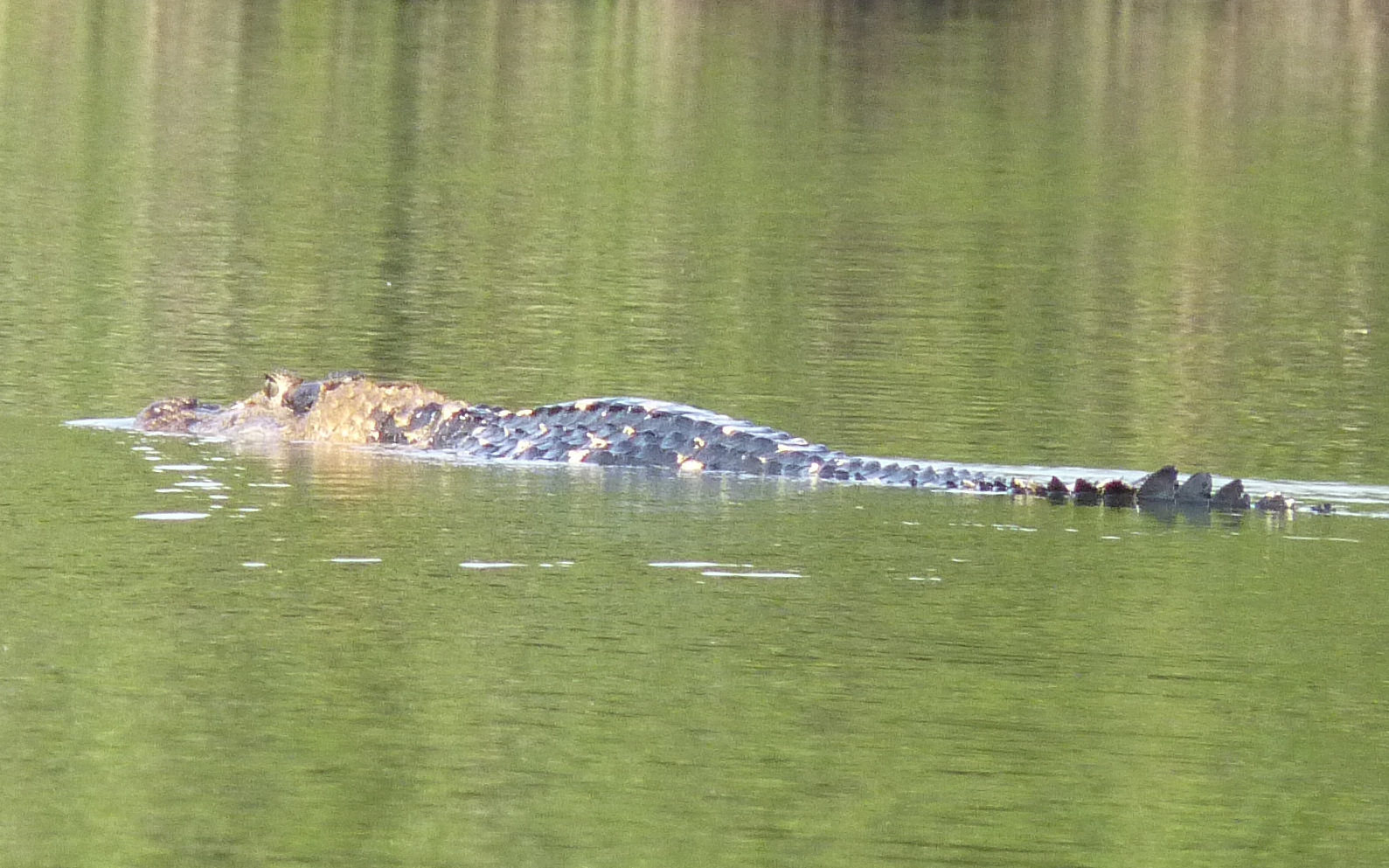
Dans l'eau.

Le caïman noir est le plus grand des crocodiliens américains, et peut atteindre les quatre à cinq mètres. Un spécimen de plus de six mètres se trouve conservé au musée départemental Alexandre-Franconie, à Cayenne, en Guyane. Il peut être dangereux pour l'Homme. Mais les attaques sont très rares.
Le caïman noir a une arête osseuse au-dessus de ses yeux rouges, et une peau noire et écailleuse. La coloration de sa peau lui sert à se camoufler pendant ses chasses nocturnes, mais peut également l'aider à absorber la chaleur (voir thermorégulation).
Le caïman noir est l'un des plus grands reptiles. C'est la plus grande espèce de crocodiliens, avec le crocodile marin et le crocodile du Nil. Le caïman noir peut atteindre  un poids de 1 100 kg, faisant de lui le plus grand membre de la famille des Alligatoridae et le plus grand prédateur du bassin amazonien. Le plus grand caïman noir rapporté mesurait 7,7 m et pesait 1 310 kg ; il a été tiré en Acre, au Brésil, en 1965 et pourrait alors compter pour le plus grand crocodilien enregistré. La plupart des caïmans noirs adultes mesurent de 3 à 4,25 m, et les vieux mâles dépassent quelquefois les cinq mètres.

## Écologie et comportement

### Régime alimentaire
Les caïmans noirs mangent des poissons, y compris des piranhas, des poissons-chats, et d'autres animaux, comme des oiseaux ou des tortues.
De plus grands spécimens peuvent prendre des tapirs, des capybaras ou des cerfs quand ils viennent au bord de l'eau pour boire, parfois même des anacondas ou des jaguars. Leurs dents sont conçues pour saisir mais ne pas déchirer. Ainsi, ces caïmans avalent leur nourriture en entier après l'avoir noyé. Les jeunes spécimens mangent des crustacés et des insectes. Leur unique prédateur est l'Homme, qui le chasse pour son cuir ou sa chair.

### Reproduction

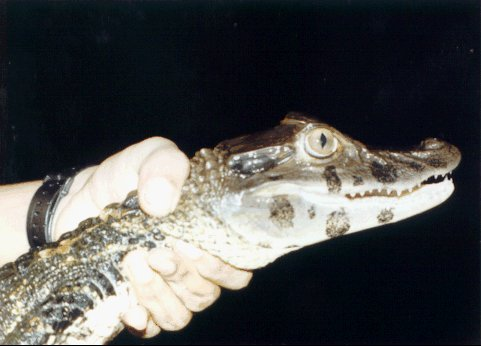
Caïman noir juvénile.

En décembre, les femelles construisent un nid de terre et de végétation, qui mesure environ 1,5 mètre de hauteur et 0,75 mètre de large. Chacune pond de 50 à 60 œufs, qui éclosent après environ six semaines. Les petits émettent des "grincements" de l'intérieur de l'œuf en permanence, ce qui permet à la mère de surveiller l'éclosion puis de repérer les petits dans le nid. Elle les emporte dans sa bouche (ce qui fait croire à certains qu'elle mange sa progéniture), vers une mare où elle pourra les maintenir et les surveiller. La mère aide même les petits à sortir des œufs trop durs, en les craquelant entre ses dents. Lorsque les mares se dessèchent, elle entraine ses petits, les attend tous grâce à leurs cris, et les conduit à travers une zone aride vers d'autres cours d'eau . La mère s'occupe de ses jeunes pendant plusieurs mois. Le caïman noir femelle pond seulement une fois tous les 2 à 3 ans.

## Répartition

Répartition du Caïman noir en Amérique du Sud.

Ce reptile se rencontre dans plusieurs pays de la forêt amazonienne : en Bolivie, au Brésil, en Colombie, en Équateur, en Guyane, au Guyana, au Pérou et au Venezuela.
Il est parfois indiqué par erreur présent au Paraguay (Scott et al., 1990).

## Protection
Il fut chassé jusqu'au bord de l'extinction principalement pour sa peau. Sa survie est maintenant dépendante de sa protection. L'espèce est intégralement protégée en Guyane.

## Culture
Les caïmans noirs sont mentionnés dans le roman de Matthew Reilly, Temple (1999), où ils mangent constamment les personnes qui tombent à l'eau.

## Publications originales

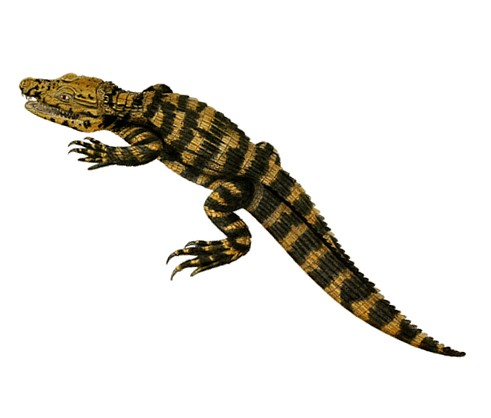
Dessin de 1825 ayant accompagné la description originale.

- Gray, 1862 : A Synopsis of the Species of Alligators. Annals and Magazine of Natural History, ser. 3, vol. 10, n. 35, p. 327-331 (texte intégral).
- Spix, 1825 : Animalia nova sive species nova lacertarum quas in itinere per Brasiliam annis MDCCCXVII-MDCCCXX jussu et auspicius Maximiliani Josephi I Bavariae Regis suscepto collegit et descripsit Dr. J. B. de Spix, p. 1-26 (texte intégral).